# مهودة
المهودة هي نشرة غير رسمية وغير احترافية يُعدّها الهواة المتحمسون لظاهرة ثقافية معينة، كالظواهر الأدبية أو الموسيقية، وذلك لإمتاع الآخرين الذين يشاركونهم نفس الاهتمام. وتُعرف هذه النشرات في الجمع باسم مهاود، وتُعد تعبيرًا شعبيًا عن شغف جماعي وثقافة فرعية يتبناها جمهور محدد.

## التكلفة
عادةً، الناشرون والمحررون والكتاب وغيرهم من المساهمين في مقالات أو رسومات المهاود لا يتقاضون أجراً. تنتشر المهاود بشكل مجاني، أو مقابل تكلفة رمزية لتغطية مصاريف الطباعة أو البريد. وغالبًا ما تُقدَّم النسخ مقابل تبادلها مع منشورات مماثلة، أو مقابل مساهمات فنية.